# ФК Биркиркара
ФК Биркиркара (на малтийски: Birkirkara Football Club) е малтийски футболен отбор, базиран в град Биркиркара, най-големия град на острова. Играе в Малтийската висша лига. Шампион е четири пъти, като най-скорошния е през сезон 2012/13.

## Успехи
- Малтийска Премиер лига:
  -  Шампион (4): 1999 – 2000, 2005 – 2006, 2009 – 2010, 2012 – 2013
  -  Вицешампион (9): 1952 – 1953, 1996 – 1997, 1997 – 1998, 1998 – 1999, 2002 – 2003, 2003 – 2004, 2004 – 2005, 2013 – 2014, 2022/2023
  -  Бронзов медал (10): 2000 – 2001, 2001 – 2002, 2006 – 2007, 2007 – 2008, 2008 – 2009, 2010 – 2011, 2011 – 2012, 2014 – 2015, 2015 – 2016, 2016 – 2017
- Купа на Малта:
  -  Носител (6): 2001 – 2002, 2002 – 2003, 2004 – 2005, 2007 – 2008, 2014 – 2015, 2022 - 2023
  -  Финалист (7): 1972 – 1973, 1989 – 1990, 1998 – 1999, 1999 – 2000, 2000 – 2001, 2017 – 2018, 2024 - 2025
- Суперкупа на Малта:
  -  Носител (7): 2002, 2003, 2004, 2005, 2006, 2013, 2014
  -  Финалист (7): 1997, 1999, 2000, 2008, 2010, 2015, 2023

## Български футболисти
- Емил Янчев: 2005/2006 (20 мача - 0 гола) / 2007/2009 (34 мача - 2 гола)
- Ивайло Соколов: 2010/11 (19 мача - 1 гол)